# Edith Thompson Zulueta
Edith Thompson Zulueta (L'Avana, 21 dicembre 1990) è un'ex cestista cubana.

## Carriera
Con Cuba ha disputato due edizioni dei Campionati americani (2011, 2017).